# Хираи, Эми
Эми Хираи (яп. 平井 絵己 Хираи Эми, род. 14 октября 1986, Курасики) — японская фигуристка, выступавшая в танцах на льду. В паре с Марьеном де ла Асунсьоном становилась шестикратной серебряной призёркой чемпионата Японии (2012—2017), участницей чемпионатов четырёх континентов и этапов Гран-при.

## Карьера
Эми впервые встала на коньки в 1995 году, на катке, открывшемся в честь Дня детей. Вскоре её отец увидел объявление о наборе в секцию фигурного катания, где юная Эми тренировалась и участвовала на соревнованиях как одиночница. Успешно выполнив региональные критерии отбора, сумела достигнуть национального уровня, занимая на чемпионатах Японии места в середине судейского протокола. Обучалась и состязалась за Кансайский университет. 
В годы активной спортивной карьеры она уже задумывалась о будущей тренерской работе. Для того, чтобы впоследствии быть разноплановым наставником, который может обучать фигуристов разных дисциплин, Эми решила получить непосредственные знания о другом виде катания. После проведенных сезонов в одиночной дисциплине, 21-летняя Хираи перешла в танцы на льду. Она образовала пару с Аято Юдзавой, который уже имел опыт выступлений в танцах и становился медалистом юниорских первенств страны. Дуэт провёл один совместный соревновательный год. На единственном чемпионате Японии среди трёх пар заняли третье место, уступив всего полбалла серебряным призёрам. После чего Хираи и Юдзава были включены в состав сборной и приняли участие в Универсиаде 2009, проходившей в Харбине (КНР).
Со следующим партнёром — Таиё Мидзутани — фигуристка каталась два года, и дважды завоевала серебряные награды чемпионата страны. Причём первая из наград была завоёвана на соревнованиях, последний раз проводившихся по регламенту, когда участникам необходимо было выступить в трёх сегментах: обязательном, оригинальном и произвольном танцах. По новым правилам, когда обязательный и оригинальный сегменты были заменены коротким танцем, пара снова осталась с серебром, оба раза оставшись позади брата и сестры Рид.
По рекомендации тренера Риэ Арикавы Эми и Таиё сменили тренировочную группу, отправившись для занятий в Лион (Франция). Однако там партнёр получил травму и не мог возобновить ледовую подготовку, из-за чего был вынужден возвратиться в Японию. Хираи испытывала трудности, когда оказалась без партнёра, в чужой стране. В этот период времени ей очень помогло присутствие на лионском катке, прибывшего туда ради оттачивания навыков владения коньком Дайсукэ Такахаси и его тренера Утако Нагамицу. 
Эми, оставшаяся во Франции, начала сотрудничество с местным фигуристом Марьеном де ла Асунсьоном. Новообразованный дуэт решил представлять Японию, в то же время тренируясь в Лионе в группе Мюриель Зазуи и Оливье Шонфельдера. На дебютном чемпионате страны японские танцоры продемонстрировали хорошие навыки презентации. В коротком и произвольном танцах показали лучшие баллы за компоненты, но с технической точки зрения уступили конкурентам в обоих сегментах, завершив турнир с серебряными наградами. Было отмечено, что в дуэте партнёр обращает на себя особое внимание, и Эми стоит проделать больше работы, чтобы соответствовать среднему уровню пары.
Хираи и де ла Асунсьон, после завоевания серебра на первенстве Японии 2013, впервые выступили в рамках чемпионата четырёх континентов. В турнире приняли участие все медалисты японского чемпионата, Эми и партнёр сумели опередить один из конкурирующих по сборной дуэтов, тем самым подтвердили за собой неофициальный статус второй пары страны. Они показывали всё более уверенный уровень катания, выделялась их высокая скорость. Эми, в сравнении с предыдущими сезонами, демонстрировала более раскатистое и плавное скольжение. Это находило отражение и в оценках от судей: на чемпионате Японии в сезоне 2012–2013 их разрыв с Ридами составлял более двадцати баллов, тогда как в следующем году отставание сократилось до восьми баллов. В 2014 году пара получила приглашение на турнир NHK Trophy, входящий в престижную серию Гран-при. Эми и Марьен заняли последнее восьмое место, вместе с тем в произвольном танце опередили россиян Синицину и Кацалапова, впоследствии ставших одними из лидеров танцев на льду в мире. 
Постоянно возрастающее мастерство Хираи и де ла Асунсьона предрекало в ближайшем будущем серьезную борьбу с лидерами сборной Кэти и Крисом Ридами. Однако в 2015 году, по окончании соревновательного сезона, Кэти завершила карьеру и ожидалось, что Эми и Марьен станут единственной японской парой международного уровня. Крис Рид в скором времени нашёл новую партнёршу, начав подготовку к новому сезону с Каной Мурамото. Два танцевальных дуэта встретились на Гран-при Японии 2015. Тренирующиеся во Франции, Эми и Марьен из-за проблем со здоровьем не смогли показать свой уровень катания и расположились на последнем месте.
К ежегодному чемпионату Японии они восстановились от травм, что позволило выступить лучше, чем на этапе Гран-при. В произвольном танце Эми с партнёром получила от судей положительные надбавки за качество исполнения на всех элементах, выполнили секцию твизлов и все поддержки максимального четвёртого уровня. По сумме прокатов, в пятый раз подряд, стали серебряными призёрами национального первенства. Перед чемпионатом страны они представляли программы на международном турнире в Загребе, который входил в серию Челленджер. Фигуристы установив на соревнованиях личные рекорды в каждом из танцев, заняли четвёртое место. При этом набрали одинаковое, вплоть до сотых, количество итоговых баллов с армянским дуэтом Тины Гарабедян и Симона Пру-Сенекаля. Бронза досталась спортсменам из Армении, поскольку согласно правилам Международного союза конькобежцев при общем равенстве баллов преимущество отдаётся тому, кто победил в произвольной программе.
Соревновательный сезон 2016—2017 годов стал последним для Эми и Марьена. Партнёры думали о завершении в течение нескольких лет, но каждый раз продолжали выступать. В заключительном сезоне они в шестой раз стали вице-чемпионами страны, получив очередную возможность выступить на чемпионате четырёх континентов, который в тот год проходил в Южной Корее и являлся тестовым соревнованием перед Олимпийскими играми. В мае 2017 года спустя месяц после участия в Четырёх континентах объявили об уходе из спорта. Хираи осталась во Франции, где вместе с де ла Асунсьоном в качестве тренеров присоединились к группе своих бывших наставников Мюриель Зазуи и Оливье Шонфельдера. Помимо непосредственно тренерской работы Эми начала помогать фигуристам в постановке программ.

## Результаты
(Выступления с Марьеном де ла Асунсьоном)
| Соревнования                      | 11/12         | 12/13         | 13/14         | 14/15         | 15/16         | 16/17         |
| Международные                     | Международные | Международные | Международные | Международные | Международные | Международные |
| --------------------------------- | ------------- | ------------- | ------------- | ------------- | ------------- | ------------- |
| Чемпионат четырёх континентов     |               | 11            | 11            | 8             | 12            | 12            |
| Гран-при: NHK Trophy              |               |               |               | 8             | 8             | 9             |
| Челленджер. Finlandia Trophy      |               |               |               |               |               | 9             |
| Челленджер. Золотой конёк Загреба |               |               |               |               | 4             |               |
| Toruń Cup                         |               |               |               |               | 5             |               |
| Международный кубок Ниццы         |               |               |               | 6             |               |               |
| Золотой конёк Загреба             |               |               | 9             |               |               |               |
| Ice Challenge                     |               |               | 10            |               |               |               |
| Trophy of Lyon                    |               | 7             |               |               |               |               |
| Nebelhorn Trophy                  |               | 14            |               |               |               |               |
| Национальные                      |               |               |               |               |               |               |
| Чемпионат Японии                  | 2             | 2             | 2             | 2             | 2             | 2             |

| Соревнования     | 05/06        | 06/07        | 07/08        |
| Национальные     | Национальные | Национальные | Национальные |
| ---------------- | ------------ | ------------ | ------------ |
| Чемпионат Японии | 15           | 14           | 14           |

| Соревнования     | 08/09 |
| ---------------- | ----- |
| Универсиада      | 16    |
| Чемпионат Японии | 3     |

| Соревнования      | 09/10 | 10/11 |
| ----------------- | ----- | ----- |
| Mont Blanc Trophy | 11    |       |
| Чемпионат Японии  | 2     | 2     |